# Артёмовский ликёро-водочный завод
Артёмовский ликёро-водочный завод — украинское предприятие по производству ликёро-водочной продукции.

## История
Винокуренный завод был построен 1904 году в городе Бахмут Бахмутского уезда Екатеринославской губернии Российской империи.
Несмотря на историческую ситуацию, завод продолжал безостановочно работать практически в течение всей своей истории.
До революции завод был официальным поставщиком царского двора. Позднее стал одним из основных поставщиков алкогольной продукции Украинской ССР на экспорт и почетным членом Внешнеэкономического открытого общества «Союзплодоимпорт». Тогда экспортировали продукцию только 3 ликеро-водочных завода УССР, но благодаря превосходному качеству своей продукции, 70 % экспорта производилось на Артёмовском ЛВЗ.
С 1980-х годов продукция Артёмовского ЛВЗ, кроме Европы, поставляется в США и на Кубу.
В целом, в советское время завод входил в число ведущих предприятий города
После провозглашения независимости Украины завод перешёл в ведение государственного комитета Украины по пищевой промышленности.
В марте 1995 года Верховная Рада Украины внесла завод в перечень предприятий, приватизация которых запрещена в связи с их общегосударственным значением.
После создания в июне 1996 года государственного концерна спиртовой и ликёро-водочной промышленности «Укрспирт», завод был передан в ведение концерна «Укрспирт». С 1996 до 2000 годы выпускавшаяся заводом водка «Золотой бар» продавалась в США.
В дальнейшем, завод перешёл в собственность компании «Альтера Групп». В 2007 году на предприятии была запущена новая производственная линия.
Предприятие было остановлено в 2011—2012 годах, оборудование было демонтировано и вывезено.